# Бубнов, Юрий Николаевич (хоккеист)
Юрий Николаевич Бубнов (род. 13 июня 1964, Арзамас-75, Горьковская область) — советский и российский хоккеист, нападающий Тренер.

## Биография
Воспитанник саровского хоккея и «Торпедо» Горький. Сыграл за команду в чемпионате СССР четыре матча в январе 1982 года. Армейскую службу проходил в молодёжной команде ЦСКА (1982/83) и в клубе второй лиги СКА МВО Калинин (1983/84). 12 сезонов (1984/85 — 1995/96) отыграл в воронежском «Буране». Играющий тренер «Воронежа-2» (1996/97, 1998/99), тренер «Воронежа» (1997/98 — 1998/99).
Тренер (2000/01 — 2002/03, 11 декабря 2003 — ноябрь 2004), главный тренер (2003/04, до 11 декабря) электростальского «Элемаша» / «Кристалла». Главный тренер ХК «Саров» (2006/07 — 2007/08). Тренер «Кристалла-2» Электросталь (2008/09). Юношеский тренер в «Кристалле» (2009—2015).